# Manjiroíta
La manjiroíta es un mineral óxido de composición (Na,K)(Mn4+,Mn2+)8O16·nH2O. Descrito por primera vez en 1967 por Matsuo Nambu y Katsutoshi Tanida por su presencia en la mina Kohare (prefectura de Iwate, Japón), lleva su nombre en honor a Manjiro Watanabe (1891-1980), profesor emérito de mineralogía de la Universidad de Tohoku (Japón).

## Propiedades
La manjiroíta es un mineral opaco de color gris pardo oscuro con brillo apagado, resinoso.
Con luz reflejada, su color pasa a ser blanco-gris amarillento.
Posee una dureza de 3 a 3,5 en la escala de Mohs y una densidad de 4,29 g/cm³.
Soluble en ácido clorhídrico, es un mineral ligeramente radioactivo, aunque dicha actividad apenas es detectable.
Cristaliza en el sistema tetragonal, clase dipiramidal (4/m).
Es isoestructural con el criptomelano, ferrihollandita, hollandita, coronadita y strontiomelano.
Su contenido aproximado de manganeso es cercano al 58% (86% como MnO2 y solo 3% como MnO), mientras que su contenido de sodio (expresado como Na2O) es del 3% y el de potasio (expresado como K2O) es del 1,4%; como principales impurezas suele contener aluminio, calcio y bario.
La manjiroíta es miembro del grupo mineralógico de la coronadita, siendo además miembro del supergrupo de la hollandita.

## Morfología y formación
La manjiroíta adopta hábito masivo, con cristales indistinguibles que forman grandes masas.
Se la ha observado en la zona de oxidación de depósitos de manganeso de capas que han experimentado metamorfismo.
Aparece asociada a pirolusita, nsutita, birnessita, criptomelano y goethita.

## Yacimientos
La localidad tipo, lugar de descubrimiento de este mineral, está en Karumai (prefectura de Iwate, Japón).
En esta misma prefectura existen depósitos en Kuji, Hirono y Kunohe. Estados Unidos también cuenta con yacimientos en Tombstone (Arizona), Cripple Creek (Colorado) y Ogdensburg (Nueva Jersey).
Asimiso, se ha encontrado manjiroíta en varias minas del campo de manganeso del Kalahari (Sudáfrica).
La mina Jote, en Tierra Amarilla (Chile), contiene diversos minerales óxidos además de la manjiroíta: arsenolita, criptomelano, cuprita, hematita y joteíta, mineral que recibe su nombre por esta mina.